# Nannophlebia antiacantha
Nannophlebia antiacantha – gatunek ważki z rodziny ważkowatych (Libellulidae). Endemit Nowej Gwinei.